# V. Benedek pápa
V. Benedek (latinul: Benedictus), (? – 966. július 4., Hamburg) volt a 134. egyházfő a világtörténelem során 964. május 22-től június 23-ig. A megújuló pápaság egy rövid próbálkozása volt Benedek pár hetes uralkodása. A római nép és főként klérus szabad választásaként foglalhatta el a trónt, azonban egy olyan helyzetben, amikor ezt a körülmények nem engedhették meg.

## Élete
Rómában született, apját Jánosnak hívták. Jó neveltetést kapott, és szorgalmasan tanult az egyházi szemináriumban. Tudása és hite miatt az egész városban ismerték és tisztelték. XII. János pápa idején a lateráni kancellária írnoka lett, majd hamarosan bíborossá nevezték ki. Szemtanúja volt XII. János politikai manővereinek, aminek során Nagy Ottó, német-római császár lassan átvette a hatalmat az egyház irányításában. 963-ban a császár megfosztotta hatalmától Jánost, és egyik bizalmasát, a laikus Leót ültette a pápai trónra. A rómaiak és a klérus nem akarta elismerni Leót egyházfőnek, mivel nem a törvények szerint választották meg. Két lázadás után végül 964 februárjában sikerült elűzni őt a trónról, és XII. János újra elfoglalhatta törvényes helyét. De május 14-én János meghalt. A város ellenpápának tekintette Leót, így a császártól függetlenül 964. május 22-én a zsinat Benedeket tette meg a keresztény egyház vezetőjének.
Benedek alig foglalhatta el hivatalát a Lateránban, Ottó és az ellenlábas Leó hatalmas sereggel érkezett meg Róma falai elé. A művelt pápa azonnal belátta, hogy nem tudja felvenni a versenyt a császár hatalmával, így önként lemondott trónjáról 964. június 23-án. Ottó emberei elfogták Benedeket, és Németországba vitték.

Ottó Hamburgba száműzte az egyházfőt, ahol Adaldag érsek viselte gondját. Diakónusi rangot kapott, de több német egyházmegye vezetője őt tartotta továbbra is pápának. Benedek nyugodt vallási elmélkedésben töltötte fennmaradt idejét. Száműzetése után nem sokkal, 966. július 4-én halt meg. Testét Hamburgban helyezték örök nyugalomra, de később hamvait Rómába szállították.

## Művei
- Documenta Catholica Omnia (latin nyelven). (Hozzáférés: 2011. december 6.)